# Megachile animosa
Megachile animosa är en biart som beskrevs av Cockerell 1931. Megachile animosa ingår i släktet tapetserarbin, och familjen buksamlarbin. Inga underarter finns listade i Catalogue of Life.